# Atletiekclub Waasland
Atletiekclub Waasland (ACW) is een Vlaamse atletiekclub uit het Waasland (Oost-Vlaanderen), aangesloten bij de VAL. ACW was Belgisch recordhouder 4 x 200 m voor clubs met 1.24,50, gelopen op 20 september 1998 in Oordegem door Bjorn Verbeke, Hans Van Buynder, Filip Faems en Erik Wymeersch.

## Bekende (ex-)atleten
- Eline Berings
- Elke Bogemans
- Nancy Callaerts
- Bertrand De Decker
- Merel Maes
- Hanna Mariën
- Dirk Nicque
- Kevin Rans
- Chris Soetewey
- Ria Van Landeghem
- Erik Wymeersch